# 103° westerlengte
103° westerlengte (ten opzichte van de nulmeridiaan) is een meridiaan of lengtegraad, onderdeel van een geografische positieaanduiding in bolcoördinaten. De lijn loopt vanaf de Noordpool naar de Noordelijke IJszee, Noord-Amerika, de Grote Oceaan, de Zuidelijke Oceaan en Antarctica en zo naar de Zuidpool.
In de Verenigde Staten wordt de grens tussen de staten New Mexico en Oklahoma gevormd door de meridiaan 103° westerlengte.
De meridiaan op 103° westerlengte vormt een grootcirkel met de meridiaan op 77° oosterlengte. De meridiaanlijn beginnend bij de Noordpool en eindigend bij de Zuidpool gaat door de volgende landen, gebieden of zeeën. 
| Land, gebied of zee | Nauwkeurigere gegevens                                                                     |
| ------------------- | ------------------------------------------------------------------------------------------ |
| Noordelijke IJszee  |                                                                                            |
| Canada              | Nunavut - Ellef Ringnes-eiland, Thor Island                                                |
| Maclean-straat      |                                                                                            |
| Canada              | Nunavut - Cameron Island, Île Vanier, Massey-eiland, Alexandereiland                       |
| Parrykanaal         |                                                                                            |
| Canada              | Nunavut - Victoria-eiland                                                                  |
| Queen Maudgolf      |                                                                                            |
| Canada              | Nunavut, Northwest Territories, Saskatchewan                                               |
| Verenigde Staten    | North Dakota, South Dakota, Nebraska, Colorado, grens tussen New Mexico en Oklahoma, Texas |
| Mexico              | Coahuila de Zaragoza, Durango, Zacatecas, Jalisco, Michoacán, Jalisco, Michoacán           |
| Grote Oceaan        |                                                                                            |
| Zuidelijke Oceaan   |                                                                                            |
| Antarctica          | Niet-toegeëigend gebied in Antarctica                                                      |
| Amundsenzee         |                                                                                            |
| Antarctica          | Niet-toegeëigend gebied in Antarctica                                                      |